# Llac Michigan
El Llac Michigan és un dels cinc Grans Llacs d'Amèrica del Nord. Està envoltat pels estats d'Indiana, Illinois (en la ciutat més gran d'Illinois i la tercera més gran dels Estats Units, Chicago, el llac Michigan s'estén uns 47 km.), Wisconsin i Michigan, que rep el seu nom del llac. El terme "Michigan" s'utilitzava originàriament per referir-se al mateix llac, i de fet es va originar a ojibway, que significa "grans aigües".
El llac Michigan és l'únic dels Grans Llacs que es troba completament dins dels Estats Units; els altres estan compartits amb el Canadà. La seua superfície és de 57.750 km² i el converteix en el llac més gran pertanyent a un únic país. i el cinquè llac més gran del món. Arriba a una profunditat de 281 metres. El seu volum és de 4.918 km cúbics d'aigua. Se situa al mateix nivell que el llac Huron, amb el qual es connecta.
Davant la costa del llac Michigan hi viuen uns 12 milions de persones. Moltes petites ciutats del nord de Michigan se centren en un turisme que aprofita la bellesa i les activitats recreatives del llac. Aquestes ciutats incrementen la seua població en temporada turística gràcies als visitants de Chicago, Milwaukee, Detroit, i altres ciutats de l'interior de Michigan. L'extrem sud del llac està força industrialitzat.

## Història

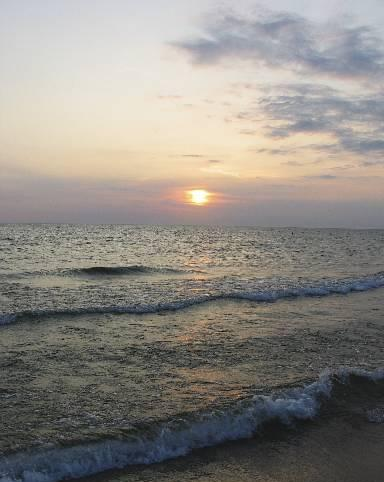
Posta de sol en el llac Michigan

Els primers rastres humans al voltant del llac són de la cultura Hopewell. Les empremtes deixades per aquesta cultura van disminuir després de l'any 800 i van donar pas a la de l'anomenat període Període Silvícola. Hi vivien les tribus ojibwe, menominee, sauks, outagamis, winnebagos, miamis, outaouais i potawatomi, descendents de la cultura de les tribus Woodland.
És probable que el primer aventurer europeu de la regió fos el francès Jean Nicolet entre 1634 i 1638. Louis Jolliet, Jacques Marquette i Robert de La Salle tornen a aquesta regió pujant des del golf de Mèxic, pel Mississipi i després pel riu Sant Llorenç. Coureurs des bois i els primers colons van establir petites comunitats comercials de pobles i ports com Green Bay a finals dels segles XVII i XVIII. El primer assentament permanent a la vora del llac Michigan va ser fundat per Jean Baptiste Pointe du Sable el 1779 al lloc de l'actual Chicago.
Amb l'arribada de l'exploració europea a la zona a finals del segle XVII, el llac Michigan es va fer servir com a part d'una línia de vies fluvials que van des del Riu Sant Llorenç fins al riu Mississipi i des d'allí fins al golf de Mèxic. Els coureurs des bois i els voyageurs francesos van establir petits ports i comunitats comercials, com Green Bay, al llac a finals del segle xvii i principis del XVIII. Al segle XIX, el llac Michigan va ser fonamental per al desenvolupament de Chicago i l'Oest Mitjà dels Estats Units a l'oest del llac. Per exemple, el 90% del gra enviat des de Chicago viatjava amb vaixells a l'est pel llac Michigan durant els anys anteriors a la guerra. El volum rarament va caure per sota del 50% després de la Guerra Civil, fins i tot amb la gran expansió del transport ferroviari.
La primera persona que va arribar al fons del llac Michigan va ser Jeffrey Val Klump, un científic de la Universitat de Wisconsin a Milwaukee. Klump va arribar al fons amb un submergible com a part d'una expedició científica el 1985. L'any 2007 Mark Holley, professor d'arqueologia submarina al Northwestern Michigan College, va descobrir una filera de pedres paral·leles a una antiga costa. Aquesta formació es troba a 12 m sota la superfície del llac. Es diu que una de les pedres té una talla semblant a un mastodont. La formació necessitava més estudi abans de poder ser autenticada. L'escalfament del llac Michigan va ser objecte d'un informe de 2018 de la Universitat Purdue. En cada dècada, des del 1980, s'han produït augments constants de la temperatura superficial fosca. És probable que això condueixi a una disminució de l'hàbitat autòcton i afecti negativament la supervivència de les espècies autòctones.

## Geografia

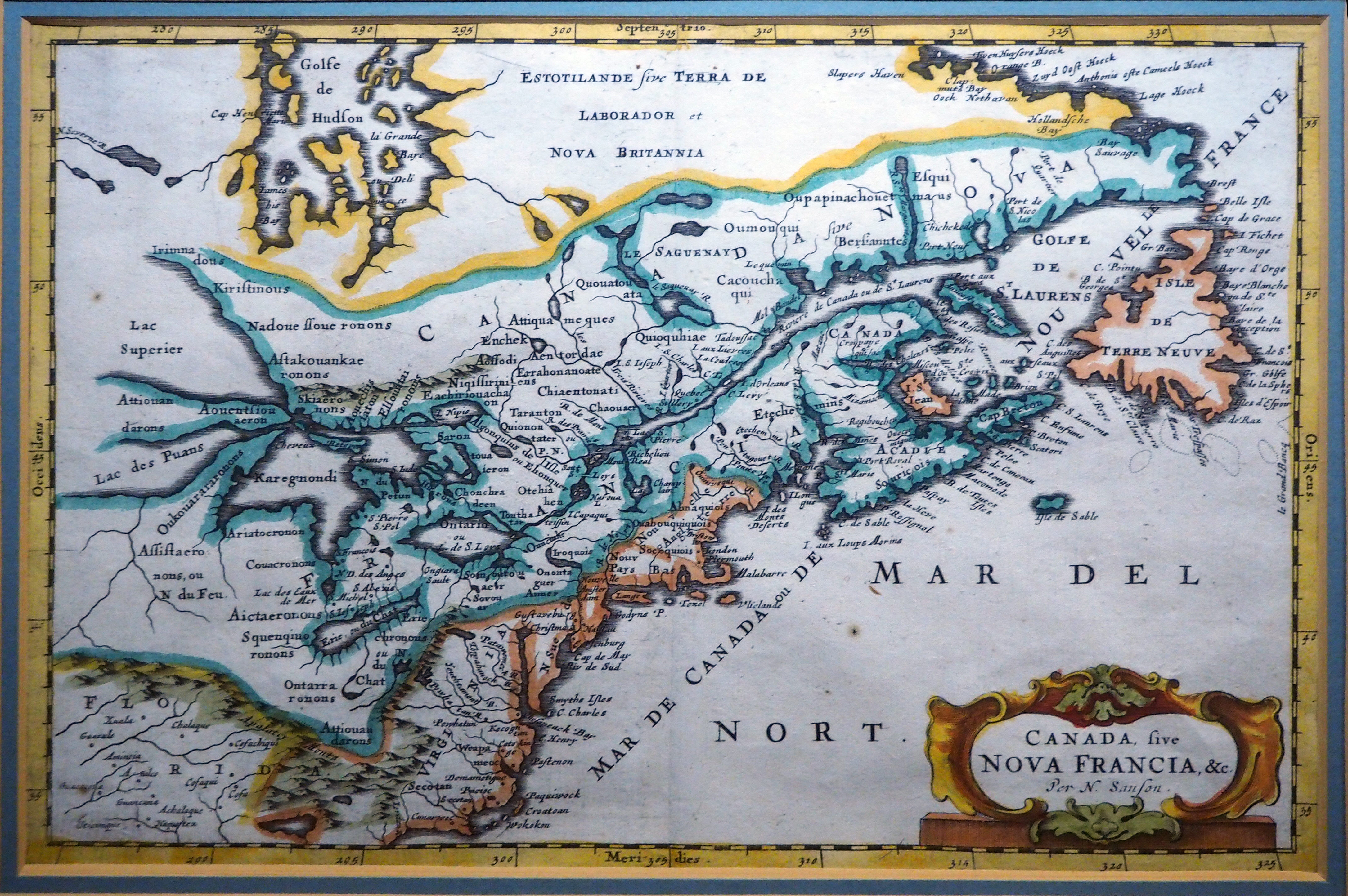
Mapa de Nova França de Nicolas Sanson (1650). S'hi pot veure el Llac dels Puans

Situat al cor del Midwest americà, ocupa una superfície de 57 750 km², el que la converteix en la massa d'aigua dolça més gran dels Estats Units, i el cinquè llac més gran del món. La seva profunditat màxima arriba als 281 m, i la seva superfície es troba a uns 200 m sobre el nivell del mar, al mateix nivell que el llac Huron, amb el qual està connectat per l'estret de Mackinac. Geològicament, els llacs Michigan i Huron formen una sola massa d'aigua.
El llac Michigan sobretot rep les aigües del riu Pere Marquette i el riu Manistee.
També va rebre fins al segle xix les aigües del riu Chicago abans que es desviessin cap a la conca hidrogràfica del Mississipi a través del canal d'Illinois i Michigan. Un projecte que data de 2005 té previst restaurar el seu curs original cap al llac Michigan.
Les ciutats més grans de les seves costes són Chicago (Illinois), Milwaukee (Wisconsin) i Gary (Indiana). L'extrem sud del llac està molt industrialitzat. Uns 13 milions de persones viuen al llarg de les seves costes, la majoria a l'àrea metropolitana de Chicago.

## Hidrologia

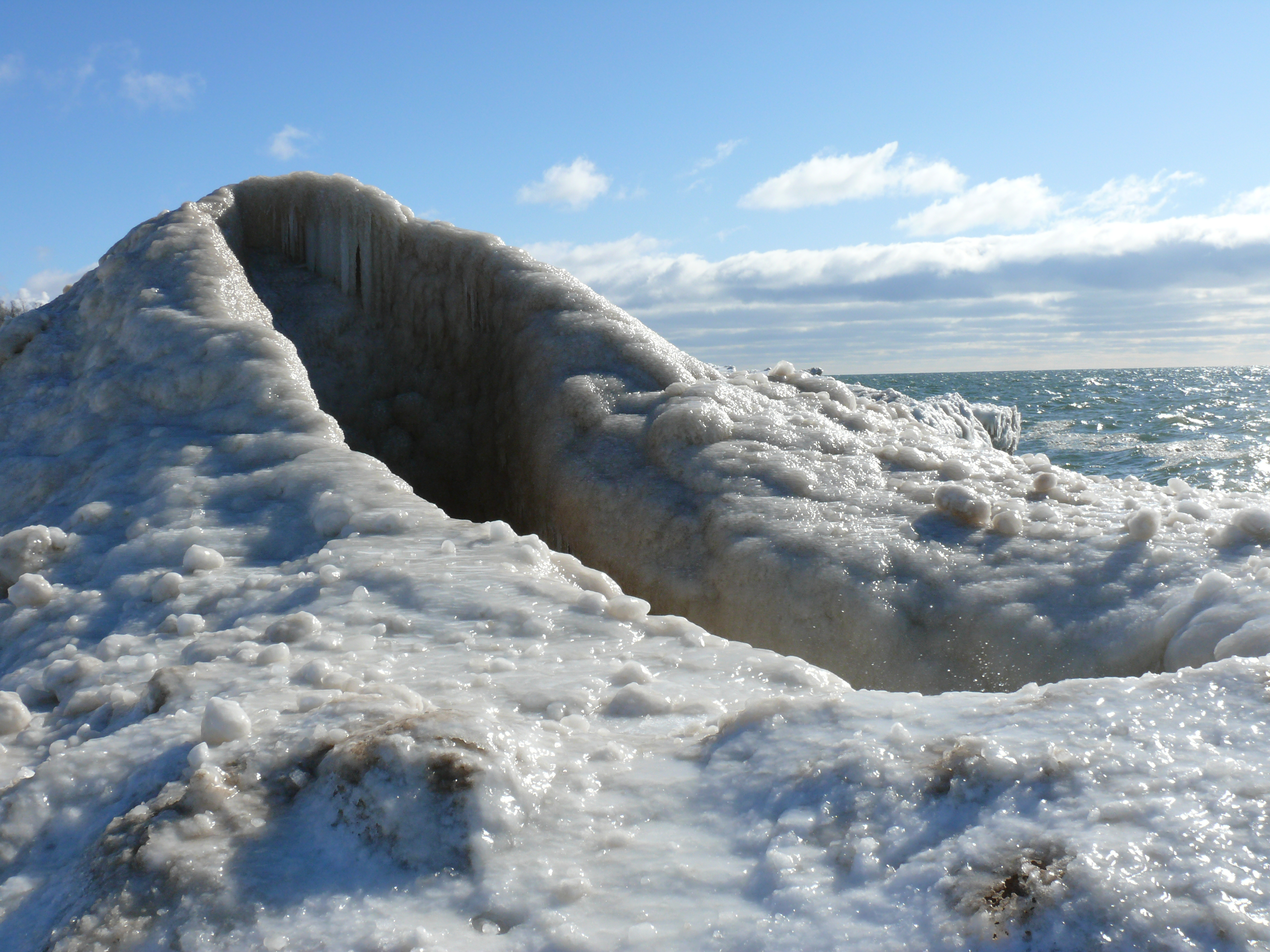
Els volcans de gel es formen a partir del gel marí i protegeixen la costa de l'erosió.

L’escull de Milwaukee, que passa sota el llac Michigan des d'un punt entre Milwaukee i Racine fins a un punt entre Grand Haven i Muskegon, divideix el llac en conques nord i sud. Cada conca té un flux d'aigua en el sentit de les agulles del rellotge, derivat dels rius, els vents i l'efecte Coriolis. Els vents dominants de l'oest tendeixen a moure l'aigua superficial cap a l'est, produint un efecte moderador sobre el clima de l'oest de Michigan. Hi ha una diferència mitjana en les temperatures de l'aigua d'estiu de 2 a 5 graus Celsius entre les costes de Wisconsin i Michigan.
Hidrològicament, Michigan i Huron són la mateixa massa d'aigua (de vegades anomenada llac Michigan-Huron), però normalment es consideren diferents. En conjunt, és la massa d'aigua dolça més gran del món per superfície. El pont de Mackinac es considera generalment la línia divisòria entre ells. L'entrada principal al llac Michigan des del llac Superior, a través del llac Huron, està controlada per les rescloses operades per la Junta de Control binacional del llac Superior.

### Aigües altes històriques
El llac fluctua de mes a mes i els nivells més alts del llac solen produir-se a l'estiu. La marca d'aigua alta normal és de 0,61 m per sobre de la dada de referència (176,0 m). L'octubre de 1986, els llacs Michigan i Huron van assolir el seu nivell més alt a 1,80 m per sobre de la dada de referència. La mitjana mensual de rècords d'aigües altes es van batre durant diversos mesos seguits el 2020.
Els nivells històrics de baixes aigües dels llacs solen ser els més baixos a l'hivern. La marca normal de baixada és de 30 cm per sota de la referència (176,0 m). A l'hivern de 1964, els llacs Michigan i Huron van assolir el seu nivell més baix a 42 cm per sota de la dada de referència. Igual que amb els registres d'aigua alta, es van establir registres mensuals d'aigua baixa cada mes des del febrer de 1964 fins al gener de 1965. Durant aquest període de dotze mesos, els nivells d'aigua van oscil·lar entre 42-22 cm per sota de la data del gràfic. La marca de baixes aigües de tots els temps es va eclipsar el gener de 2013.
El gener de 2013, els nivells d'aigua mitjans mensuals del llac Michigan van baixar fins a un mínim històric de 175,6 m, aconseguint el seu refluig més baix des que es va iniciar el manteniment de registres el 1918. Els llacs eren 0,74 m per sota de la seva mitjana a llarg termini i havien disminuït 17 polzades des del gener de 2012. Keith Kompoltowicz, cap d'hidrologia de la conca hidrogràfica de l'oficina de districte del Cos d'Enginyers de l'Exèrcit dels Estats Units a Detroit, va explicar que els factors més importants que van provocar la baixada dels nivells d'aigua el 2013 van ser una combinació de la "manca d'un gran paquet de neu" a l'hivern de 2011/ 2012 juntament amb condicions molt caloroses i seques a l'estiu de 2012. Des d'aleshores, els nivells de l'aigua van repuntar, augmentant més de 2 metres fins a nivells històrics.

### Aigua potable
El llac Michigan, com els altres Grans Llacs, subministra aigua potable a milions de persones a les zones limítrofes. Els Grans Llacs són administrats col·lectivament per la Conferència de governadors i primers ministres dels Grans Llacs i de Sant Llorenç, organització intergovernamental dirigida pels consellers delegats de les províncies canadenques d'Ontario i Quebec, i pels governadors dels estats dels Estats Units d'Illinois, Indiana, Michigan, Minnesota, Nova York, Ohio, Pennsilvània i Wisconsin. La Conferència va entrar en vigor, el desembre de 2008, amb la promulgació de lleis a tots els estats i les dues províncies, i la promulgació d'una llei federal dels Estats Units.
Els problemes ambientals encara poden afectar el llac. Les fàbriques i refineries d'acer operen prop de la costa d'Indiana. El Chicago Tribune va informar que BP és un gran contaminador, abocant milers de lliures de fangs bruts al llac cada dia des de la seva refineria de petroli de Whiting (Indiana). El març de 2014 la refineria Whiting de BP va ser responsable de vessar més de 6.100 litres de petroli al llac.

## Principals ciutats
Les ciutats a la vora del llac Michigan amb poblacions de més de 30.000 habitants són:
| Illinois - Chicago - Evanston - Highland Park - North Chicago - Waukegan |  | Indiana - East Chicago - Gary - Hammond - Michigan City - Portage |  | Michigan - Holland - Muskegon - St. Joseph - Benton Harbor |  | Wisconsin - Green Ridge - Kenosha - Manitowoc - Milwaukee - Racine - Sheboygan |